# Гладчук Антоніна Петрівна
Антоніна Петрівна Гладчук (нар. 3 січня 1950, село Бродецьке, тепер смт Козятинського району Вінницької області) — українська радянська діячка, апаратниця Бродецького цукрокомбінат імені XXV з'їзду КПРС. Депутат Верховної Ради УРСР 10—11-го скликань.

## Біографія
Освіта середня.
У 1967—1971 роках — робітниця Вінницької пересувної механізованої колони № 3.
З 1971 року — апаратниця Бродецького цукрового комбінату імені XXV з'їзду КПРС Козятинського району Вінницької області.
Потім — на пенсії в селищі Бродецьке Козятинського району.

## Нагороди
- медалі